# (32236) 2000 OE35
2000 OE35 (asteroide 32236) é um asteroide da cintura principal. Possui uma excentricidade de 0.09552350 e uma inclinação de 10.04852º.
Este asteroide foi descoberto no dia 30 de julho de 2000 por LINEAR em Socorro.